# Okay Yokuşlu
Okay Yokuşlu, född 9 mars 1994, är en turkisk fotbollsspelare som spelar för West Bromwich Albion.

## Klubbkarriär
I juni 2018 värvades Yokuşlu av spanska Celta Vigo, där han skrev på ett fyraårskontrakt. Den 1 februari 2021 lånades Yokuşlu ut till engelska West Bromwich Albion på ett låneavtal över resten av säsongen 2020/2021. Den 26 januari 2022 lånades Yokuşlu ut till La Liga-klubben Getafe på ett låneavtal över resten av säsongen 2021/2022.
Den 18 juli 2022 återvände Yokuşlu till EFL Championship-klubben West Bromwich Albion, där han skrev på ett treårskontrakt.

## Landslagskarriär
Yokuşlu debuterade för Turkiets landslag den 17 november 2015 i en 0–0-match mot Grekland, där han blev inbytt i den 74:e minuten mot Olcay Şahan.